# Thomas J. Stanley
Thomas J. Stanley (1944 - 28 de febrero de 2015) fue un escritor estadounidense, autor de varios libros sobre la riqueza de Estados Unidos, incluyendo los best sellers El millonario de al lado y El pensamiento del millonario. Recibió un doctorado en administración de negocios por la Universidad de Georgia. Enseñó marketing en la Universidad de Tennessee, la Universidad de Georgia y la Universidad del Estado de Georgia (donde fue nombrado Profesor destacado de Omicron Delta Kappa).

## Carrera literaria y best sellers
Thomas J. Stanley comenzó a estudiar sobre la riqueza desde el año 1973. Su primer libro de Marketing a la Riqueza se clasificó entre los diez más destacados por los editores de libros.
Fue coautor del best seller, El Millonario de al Lado, publicado en 1996, del cual se han vendido 2.000.000 ejemplares. En 1999, publicó El Pensamiento del Millonario, que exploró la elite financiera de Estados Unidos de América y como llegaron a convertirse en millonarios. El pensamiento del millonario ha vendido 750.000 ejemplares.

## Obras
- Marketing to the Affluent, McGraw-Hill, 1988, ISBN 0-07-061047-9
- Selling to the Affluent, McGraw-Hill, 1991, ISBN 0-07-061049-5
- Networking with the Affluent and Their Advisors, McGraw-Hill, 1993, ISBN 0-07-061048-7
- The Millionaire Next Door, Longstreet Press, 1996, ISBN 978-1-56352-330-4 (trad. El millonario de al lado: los sorprendentes secretos de los hombres más ricos de los Estados Unidos, 1996)
- The Millionaire Mind, Andrews McMeel Publishing, LLC,  2000 ISBN 0-7407-1858-4
- Millionaire Women Next Door, Andrews McMeel Publishing, LLC, 2004, ISBN 0-7407-4532-8
- Stop Acting Rich: And Start Living Like A Real Millionaire, John Wiley & Sons, Inc, 2009, ISBN 0-470-48255-9